# (4059) Balder
(4059) Balder (1987 SB5) – planetoida z grupy pasa głównego asteroid okrążająca Słońce w ciągu 5,25 lat w średniej odległości 3,02 j.a. Odkryta 29 września 1987 roku.